# Castellblanch (empresa)
Castellblanch es una empresa dedicada a la producción de cava. Tiene las bodegas en San Sadurní de Noya. La empresa fue fundada como una empresa familiar en 1908 por Jerónimo Parera Figueres con el nombre Bodega Castellblanch, S.A, y bastantes años después pasó a formar parte del grupo Rumasa. Desde 1984 pertenece al grupo Freixenet.
Sus bodegas se pueden visitar los fines de semana.

## Edificio
El edificio de las bodegas de Castellblanch está incluido en el Inventario de Patrimonio Arquitectónico de Cataluña. Se trata de un edificio de principios del siglo XX de dos pisos situado en las afueras del núcleo del municipio. Antes de entrar en el recinto se ha de pasar por un pequeño jardín. El edificio está coronado por un rotulo con el nombre de la empresa.